# Río Casanare
El río Casanare es un río que nace en la cordillera Oriental en Colombia y desemboca en el río Meta. Marca límites entre los departamentos colombianos de Arauca y Casanare.

## Geografía
El río Casanare tiene su fuente en la Sierra Nevada del Cocuy, en el extremo oeste del departamento de Arauca. Fluye hacia el este antes de unirse al río Meta, en la frontera entre los departamentos de Arauca, Casanare y Vichada.
En la mayoría de su recorrido, el río Casanare sirve de frontera natural entre el norte del departamento de Casanare y el sur de Arauca.